# Старая столица
«Старая столица» (яп. 古都, кото; другое название — «Двойняшки Киото»; англ. Twin Sisters of Kyoto) — японский фильм-драма режиссёра Нобору Накамуры, вышедший в прокат в 1963 году. Кинолента снята по одноимённой повести лауреата Нобелевской премии по литературе Ясунари Кавабаты, опубликованной за год до фильма, в 1962 году. В основе сюжета история сестёр-близняшек, разлученных при рождении и впервые встретившихся в зрелом возрасте, что приводит к кризису идентичности. Фильм удостоен Главного приза Азиатско-тихоокеанского кинофестиваля и номинировался на премию «Оскар» в категории Лучший фильм на иностранном языке.

## Сюжет
Двадцатилетняя Тиэко живёт в Киото и работает в оптовом магазине, принадлежащем её родителям. Она считала, что является единственным ребёнком у её внимательных и любящих приёмных родителей. Но однажды она была шокирована, случайно встретив на ярмарке свою сестру-близняшку Наэко, приехавшую в большой город из сельской глубинки. Так как девушкам никогда никто не рассказывал друг о друге, они начинают знакомиться. Тиэко узнаёт, что её настоящие родители добровольно отказались от неё сразу после рождения из-за суеверий. В сельской Японии считалось, что рождение близнецов приносит неудачу. У её провинциальной сестры детство не было таким же счастливым, как у Тиэко. Всё же они принадлежат к разным социальным слоям. Позже Тиэко знакомится с образованным молодым человеком по имени Хидэо. Проблемы возникают, когда она начинает подозревать, что её избранник может быть более заинтересован не ей, а сестрой. Кризис её идентичности усугублён также и тем, что ей приходится выбирать — оставить ли ей работу в лавке своего приёмного отца, где дела идут итак плохо, чтобы покинуть дом и выйти замуж…

## В ролях
- Сима Ивасита — Тиэко / Наэко
- Хироюки Нагато — Хидэо Отомо
- Сэйдзи Миягути — Такитиро Сада, приёмный отец Тиэко
- Ёсико Накамура — Сигэ Сада, приёмная мать Тиэко
- Тэруо Ёсида — Рюсукэ Мидзуки
- Тамоцу Хаякава — Синъити Мидзуки
- Эйдзиро Тоно — Сосукэ Отомо, отец Хидэо
- Митиё Тамаки — Масако
- Эйдзиро Янаги — Сёхэй Мидзуки
- Тиэко Нанива — госпожа
- Харуо Танака — Уэмура

## Премьеры
- — национальная премьера фильма состоялась 13 января 1963 года[1].
- — впервые показан на американском континенте в марте 1964 года в Нью-Йорке[2].
- — премьера в аргентинском прокате прошла 27 января 1965 года[2].

## Награды и номинации
Азиатско-тихоокеанский кинофестиваль (1963)
- Премия за лучший фильм.

36-я церемония вручения наград премии «Оскар» (1964)
- Номинация в категории «Лучший фильм на иностранном языке».

Кинопремия «Майнити»
- 18-я церемония вручения премии (1964)[3][5]

Выиграны:
- Премия лучшему актёру второго плана — Хироюки Нагато
- Премия лучшему оператору 1963 года — Тоитиро Нарусима

Кинопремия «Кинэма Дзюмпо» (1964)
Номинация:
- за лучший фильм 1963 года, однако по результатам голосования кинолента заняла лишь 13 место.

## Другие экранизации романа Ясунари Кавабаты
- «Киото» (1980) — фильм режиссёра Кона Итикавы. В главной роли популярная киноактриса Момоэ Ямагути.
- «Киото» (2005) — сериал телекомпании TV Asahi. Режиссёр Нориаки Идзаки. В роли Тиэко и Мицуко снялась актриса Ая Уэто.
- «Старая столица» (2016) — фильм режиссёра Юки Сайто. В роли сестёр Тиэко и Мицуко — актриса Ясуко Мацуюки.

## Комментарии
1. ↑  Русское название «Двойняшки Киото», встречающееся на некоторых русскоязычных сайтах в сети появилось от английского названия фильма в международном прокате — Twin Sisters of Kyoto, однако на российских торрент-трекерах в сети фильм появился в русском переводе под названием «Старая столица», что более соответствует японскому оригиналу.